# است‌کنولن‌دام
اُست‌کنولن‌دام (به هلندی: Oostknollendam) یک منطقهٔ مسکونی در هلند است که در ورمرلاند واقع شده‌است. است‌کنولن‌دام ۴۹۲ نفر جمعیت دارد.